# إيرني ارين
إيرني ارين (بالإنجليزية: Ernie Warren)‏ (14 سبتمبر 1910 بسندرلاند في المملكة المتحدة - ) هو لاعب كرة قدم بريطاني في مركز الهجوم. لعب مع نادي ساوثهامبتون ونادي نورثامبتون تاون ونادي هارتلبول يونايتد وBurton Town F.C. ‏ ونادي ساوث شيلدز ‏.